# Sztagownik

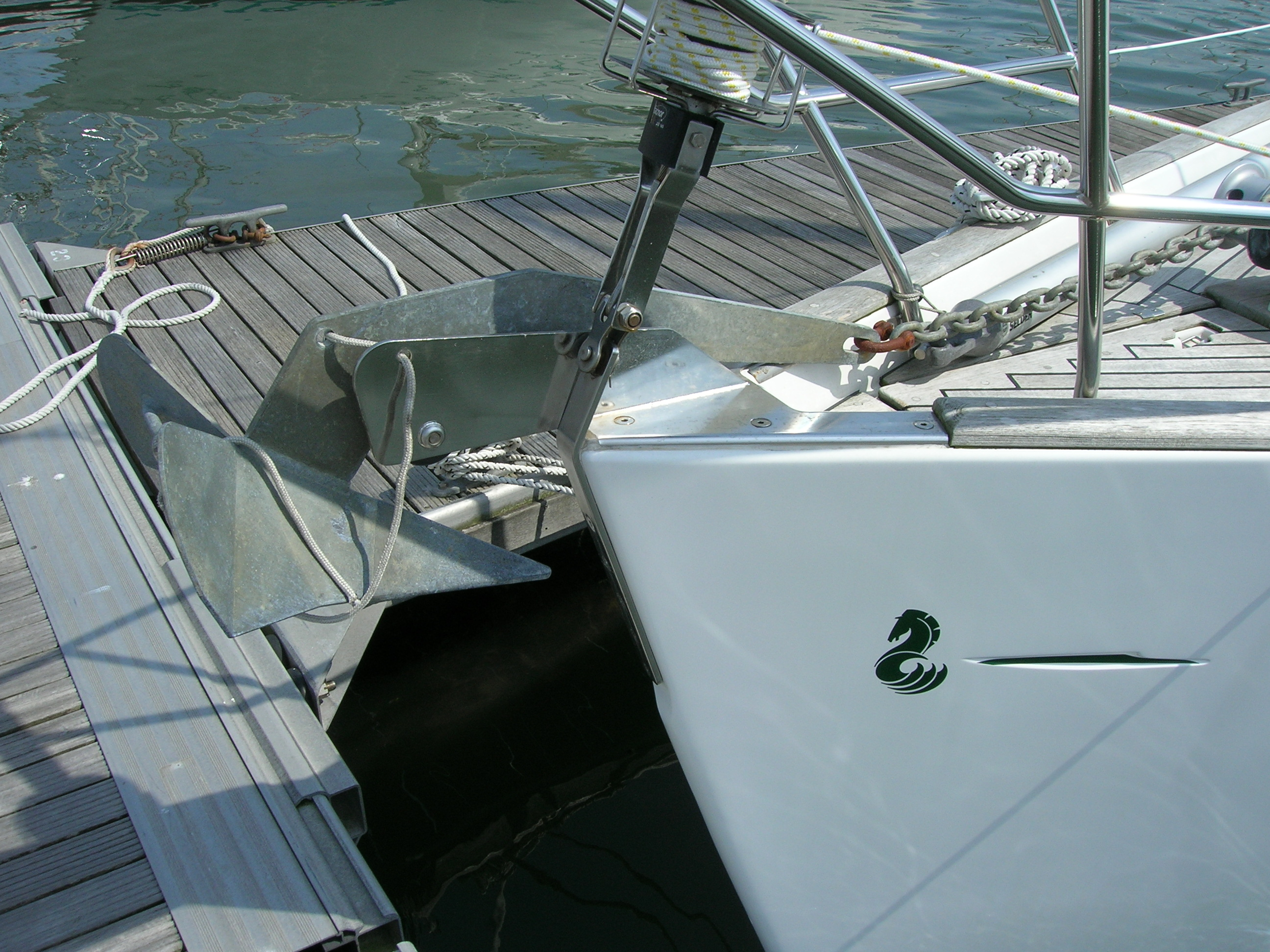
Kluza dziobowa z widocznym sztagownikiem, do którego przymocowany jest roler foka.

Sztagownik – element znajdujący się na jednostce pływającej o napędzie żaglowym, umożliwiający zamocowanie sztagów dziobowych do kadłuba jednostki. Występuje na jednostkach rozpoczynających się dziobem, a więc pozbawionych bukszprytu.
Sztagownik może być samodzielnym okuciem mocowanym w okolicy dziobu jednostki lub stanowić część większego okucia dziobowego (np. z rolkami kotwicznymi) – tzw. kluza dziobowa. Posiadać może również różne kształty. Zawsze jednak jest umiejscowiony w osi jednostki. Obok podwięzi wantowej jest jednym z tych rodzajów okuć, które przenoszą na jednostce największe siły napinające liny, stąd też jego mocowanie może być dość skomplikowane, łącznie ze wzmocnieniami sięgającymi stępki, stewy dziobowej lub poszycia dziobu, podczas gdy sam sztagownik może być zamocowany do pokładu.